# Marc Mourou
Pour les articles homonymes, voir Mourou.
Marc Mourou est un homme politique monégasque. Il est membre du Conseil national depuis 2018.
Faisant partie de la nouvelle génération d'élus, il devient, à 31 ans, président de la Commission de l'Education et de la Jeunesse, le 23 février 2018, qui sera rebaptisée Commission de l'Education, de la Jeunesse et des Sports.
Il devient ainsi l'un des plus jeunes conseillers nationaux ayant la charge d'une commission au sein du Parlement monégasque et intervient plus précisément sur la politique éducative pour les jeunes en Principauté, sur l’enseignement, sans oublier les activités et les loisirs.
Faisant suite à la nomination par S.A.S. le Prince Albert II, de Christophe Robino en tant que Conseiller de Gouvernement-Ministre des Affaires Sociales et de la Santé, les élus du Conseil National ont procédé à son remplacement à la Présidence de la Commission des Intérêts Sociaux et des Affaires Diverses. Le 25 avril 2022, Marc Mourou, jusqu'alors Président de la Commission de l'Education, de la Jeunesse et des Sports (CENJS) a été désigné pour succéder à Christophe Robino. 
Il devient ainsi à 35 ans, le plus jeune président de Commission permanente de la Haute-Assemblée. En tant que Président de la Commission des Intérêts Sociaux et Affaires Diverses, il intervient sur l’ensemble des textes se rapportant au droit du travail ou au droit social. Il traite également toutes les questions de santé et donne son avis sur l’ensemble des sujets sociaux qui touchent directement la population monégasque (retraites, conventions médicales, etc.).
Le 3 Février 2025, devant une salle comble de 300 personnes, il lance son mouvement politique "Génération Monaco", entouré de son Comité Directeur et Bureau Exécutif.
Intergénérationnel et tourné vers l'avenir, Génération Monaco a la volonté de proposer une alternative ambitieuse aux idées politiques actuelles. 